# LUX 031
LUX 031 fue un evento de artes marciales mixtas producido por LUX Fight League, que se llevó a cabo el 17 de marzo de 2023 en el Hipódromo de las Américas de Ciudad de México, México.

## Antecedentes
El evento estelar contó con una pelea de peso ligero entre el ex retador del Campeonato de Peso Mosca de LUX Jorge Calvo y Luis Iván Rodríguez por el título vacante.
La pelea coestelar contó con un combate de peso gallo entre Luis «Pantera» Guerrero y Juan Pablo Mendoza.

## Resultados
1. ↑  Por el Campeonato de Peso Mosca de LUX